# Cuchillo de pescado

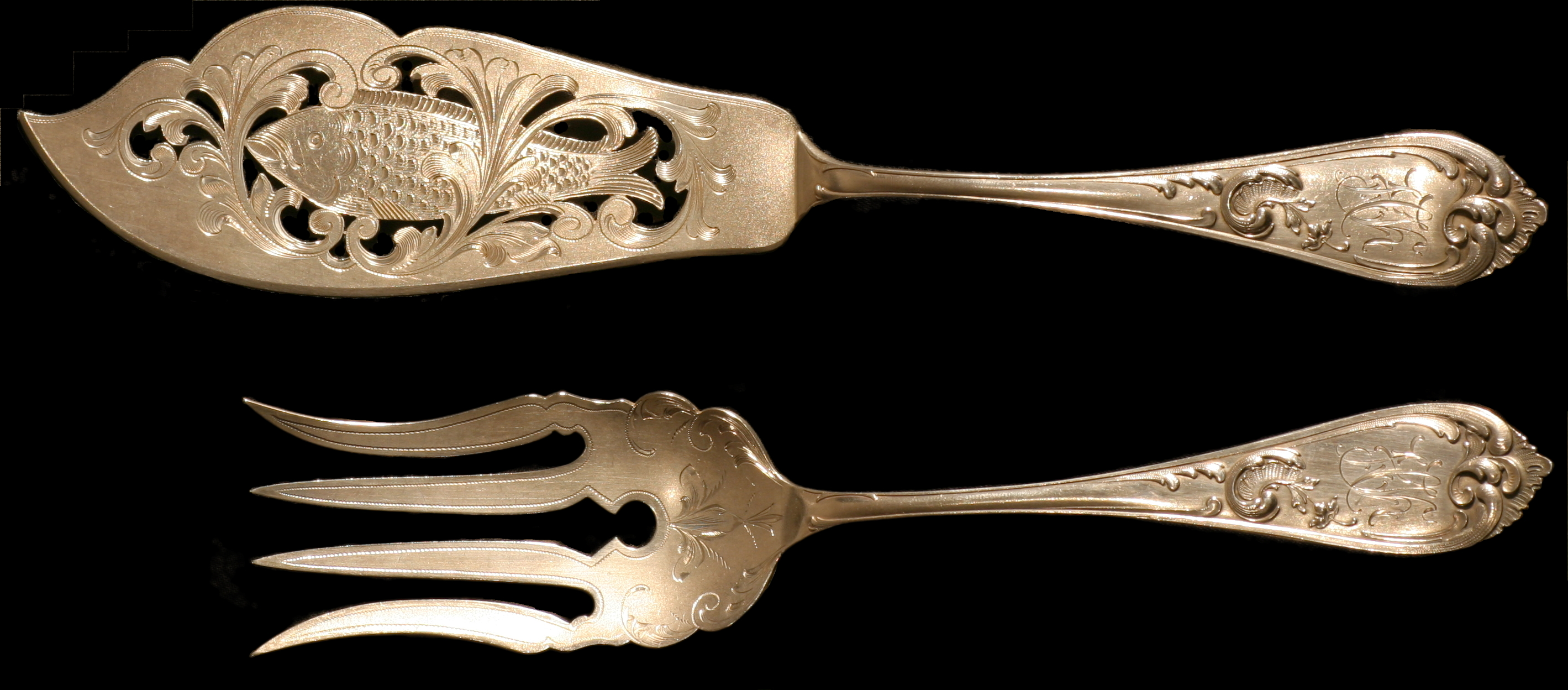
Parte de una cubertería del en la que se puede ver en su parte superior un cuchillo de pescado.

El cuchillo de pescado forma parte de la cubertería básica de una mesa occidental, se denomina cuchillo pero debido a su ausencia de filo y a su forma, en realidad es una especie de paleta (por esta razón se denomina a veces también paleta de pescado). Se emplea generalmente durante la comida para ayudar al comensal a separar las espinas y diferentes partes del pescado (en ningún caso se emplea para cortar).

## Colocación en la mesa
En la mesa se encontrará siempre colocado a la derecha del plato (junto con los otros cuchillos), si hubiera cucharas en este caso se pondría en la parte interior del grupo de la derecha, quedando las cucharas en el exterior (regla: de afuera adentro).